# 函可
函可（1612年—1660年），俗姓韩，俗名宗騋，字猶龍，法名函可，法字祖心，法號剩人，广东博罗人，明末曹洞宗詩僧，也是清初函可案的主角。

## 生平

### 早年經歷
函可原名韩宗騋，為明朝南京禮部尚書韓日纘之子。崇禎九年（1636年）父親病逝北京，二十九歲的函可因而到江西廬山出家，拜曹洞宗第三十二代名僧道獨禪師為師，法名函可。崇禎十二年（1639年）道獨為函可剃度，並立函可為傳衣缽之第二法嗣。

### 函可案
順治四年（1647年）函可於南京被邏卒搜出「逆書」《再變記》，記載順治二年（1645年）至順治三年（1646年）的事變。後定罪流放瀋陽，為清朝流放東北的第一人，因而亦有「清代第一宗文字獄」之說。次年春，函可抵達瀋陽，到戍所仍吟詠不輟，並與同樣被流放的人共同籌組「冰天詩社」，堪稱東北文人結社風氣的濫觴。順治十七年（1660年）卒於瀋陽，享年四十九歲。

## 著作
著有《千山詩集》二十卷（補遺一卷）等。